# Bistričica
Bistričica je majhno naselje v Občini Kamnik. Leži v krajevni skupnosti Kamniška Bistrica. Skozi naselje teče hudourniškipotok Bistričica. Naselje ima 293 prebivalcev. Povprečna starost prebivalstva je 40,1.